# 지질뗏목

지질뗏목의 모식도. (1) 구역은 표준적인 지질 이충층이고, (2) 구역은 지질뗏목이다.

지질뗏목(영어: lipid raft)은 세포의 원형질막에서 당스핑고지질, 콜레스테롤과 함께 당지질단백질(glycolipoprotein) 지질 마이크로도메인에 조직된 단백질 수용체 조합의 구성원이다. 세포막에서 이들의 존재는 다소 논란의 여지가 있다. 이들은 세포 신호전달 분자의 집합을 위한 조직화된 센터 역할을 함으로써 세포 과정을 구획화하는 특수한 막 마이크로도메인으로 신호전달에 필요한 반응속도론적으로 유리한 상호작용을 촉진하기 위해 단백질 수용체와 효과인자 간의 긴밀한 상호작용을 허용하는 것으로 제안되었다.

## 같이 보기
- 세포막